# 比蒂耶河

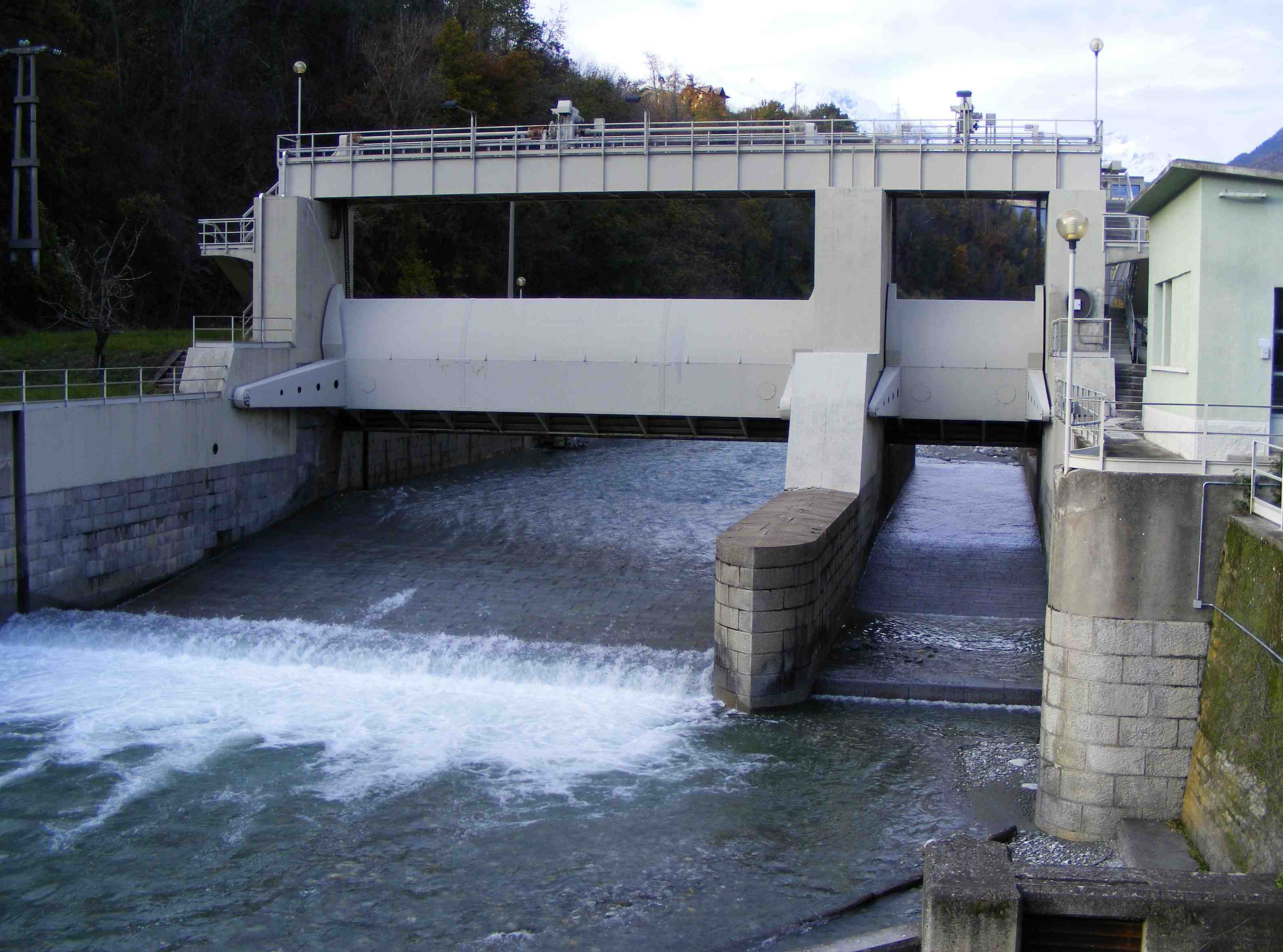

比蒂耶河是意大利的河流，位於該國西北部，屬於多拉巴爾泰河的左支流，河道全長40公里，發源自比奥纳，河口處在奧斯塔。